# 佐洛勒弗

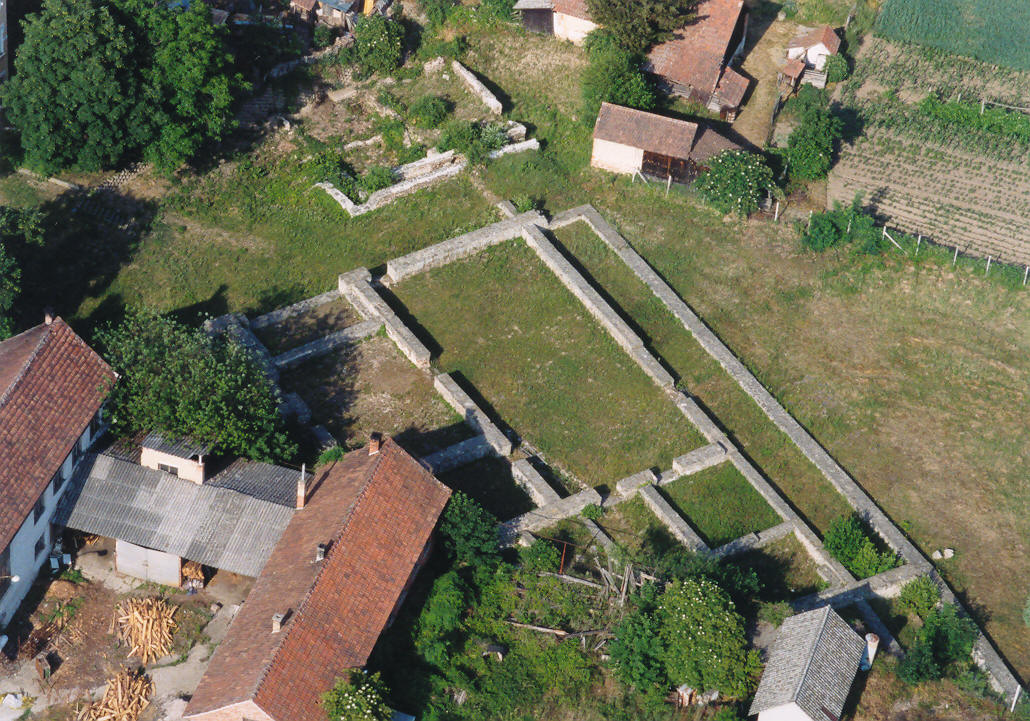

佐洛勒弗是匈牙利的城鎮，位於該國西部，距離由佐洛州負責管轄，面積52.64平方公里，每年平均降雨量約800至1,200毫米，2011年人口3,004，其中約九成居民信奉天主教。

## 友好城市
- 奥地利奥伯赖希
- 羅馬尼亞基貝德鄉
- 義大利帕纳罗河畔萨维尼亚诺

## 外部連結
- Street map（页面存档备份，存于） （匈牙利文）